# Mattiwilda Dobbs

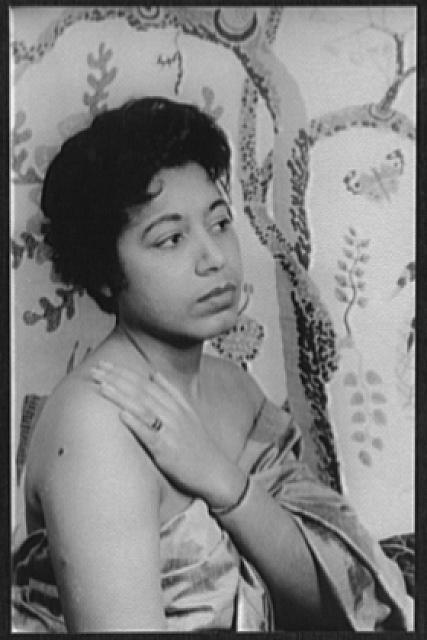
Mattiwilda Dobbs (1955)

Mattiwilda Dobbs (* 11. Juli 1925 in Atlanta, Georgia; † 8. Dezember 2015) war eine US-amerikanische Opernsängerin mit der Stimmlage Sopran.

## Leben
Dobbs spielte ab sieben Jahren Klavier und sang im Chor bei Kirchenkonzerten. Dobbs besuchte das Spelman College und studierte zunächst Gesang in ihrer Heimatstadt Atlanta. Sie setzte danach ihre Ausbildung von 1946 bis 1950 bei Lotte Lehmann in New York und anschließend von 1950 bis 1952 bei Pierre Bernac in Paris fort. 1947 erhielt sie den Marian Anderson Award für junge schwarze Sänger. 1947 begann sie ihre Gesangskarriere, zunächst ausschließlich als Konzertsängerin, mit einem Konzert in Mexiko-Stadt. 1951 gewann sie den Internationalen Gesangswettbewerb in Genf.
1952 erfolgte ihr Bühnendebüt beim Holland Musik Festival in der Oper Le rossignol von Igor Strawinsky. 1953 gastierte sie an der Mailänder Scala als Elvira in der Oper L’italiana in Algeri von Gioachino Rossini. Von 1954 bis 1956 sang sie beim Glyndebourne Festival, unter anderem 1954 die Zerbinetta in Ariadne auf Naxos und 1956 die Konstanze in Wolfgang Amadeus Mozarts Singspiel Die Entführung aus dem Serail. Im Oktober 1953 debütierte sie an der Covent Garden Opera in London als Waldvogel in Richard Wagners Siegfried. Im Januar 1954 sang sie dort die Olympia in Hoffmanns Erzählungen. Im Mai 1954 gastierte sie mit großem Erfolg in der Oper Der goldene Hahn von Nikolai Rimski-Korsakow. Weitere Gastspiele erfolgten dort in der Saison 1955/1956 und 1959.
Nachdem Marian Anderson 1955 als erste Schwarze einmalig an der Metropolitan Opera in New York aufgetreten war, wurde Mattiwilda Dobbs die erste afro-amerikanische Sängerin, die regelmäßig an diesem Haus auftrat. Dobbs war von 1956 bis 1964 festes Ensemblemitglied an der Metropolitan Opera. Sie debütierte 1956 dort als Gilda in Giuseppe Verdis Oper Rigoletto. 1959 hatte sie dort großen Erfolg als Olympia. Weitere Rollen waren Konstanze, der Page Oscar in Un ballo in maschera, die Zerlina in Don Giovanni und die Titelpartie in Lucia di Lammermoor.
Von 1961 bis 1963 war sie Mitglied der Hamburgischen Staatsoper. Dort debütierte sie Ostern 1961 ebenfalls als Olympia. Im Mai 1963 gastierte sie an der Wiener Staatsoper als Zerbinetta.
Sie gastierte außerdem am Bolschoi-Theater in Moskau (1959), an der San Francisco Opera (1955), am Théâtre de la Monnaie in Brüssel (1954), am Teatro Comunale in Florenz (1961) und von 1957 bis 1973 regelmäßig an der Königlichen Oper Stockholm und bei den Festspielen von Drottningholm. 1974 zog sie sich von der Opernbühne zurück. Als Gesangslehrerin wirkte sie, zunächst als Gastprofessorin, 1972 bis 1974 an der Texas University in Austin, von 1975 bis 1976 an der University of Illinois, 1976 bis 1977 an der University of Georgia und von 1977 bis 1991 an der Howard University in Washington.
Dobbs war zweimal verheiratet. Ihr erster Ehemann Luis Rodriguez starb 1954. 1957 heiratete sie in New York den schwedischen Journalisten, Drehbuchautor und Schauspieler Bengt Janzon und zog mit ihm nach Schweden, wo sie bis 1973 lebte. An ihrem Koloratursopran, der auf einigen Aufnahmen festgehalten ist, bewunderte man die brillante Technik und den ausdrucksvollen Vortrag.